# David González Chanca
David González Chanca   (Cerdanyola del Vallès, 1994) és un polític català. És regidor de Cerdanyola del Vallès i diputat socialista al Parlament de Catalunya.
És graduat en Ciències Polítiques i Gestió Pública per la Universitat Autònoma de Barcelona. El juliol de 2018 fou elegit com el primer secretari de la JSC de Cerdanyola de Vallès i és nomenat Secretari de Política Municipal del PSC de Cerdanyola del Vallès i de la Federació del Vallès Occidental Sud.
El juny de 2019 va esdevenir regidor d'Educació, Joventut, Comunicació, Relacions Institucionals i d'Universitat i Ciutat del Coneixement. A més, fou nomenat Portaveu del Govern municipal. Un any més tard, va assumir també la regidoria de Relacions amb Bellaterra, que fins llavors la portava Víctor Francos i a més es converteix en Segon tinent d'alcalde de la ciutat.
Fou elegit diputat per la circumscripció barcelonina en les eleccions parlamentàries catalanes de 2021. En ser un dels diputats més joves, amb 26 anys, va exercir com un dels dos secretaris en la mesa d'edat durant el ple de constitució del Parlament. Va votar en contra de delegar el vot del diputat Lluís Puig, fugat a Bèlgica, juntament amb l'altre secretari de la mesa d'edat Alberto Tarradas, de Vox.